# Anapistula boneti
Anapistula boneti is een spinnensoort uit de familie Symphytognathidae. De soort komt voor in Mexico.